# John Pope (senador)
John Pope (fevereiro de 1770 – 12 de julho de 1845) foi um político dos Estados Unidos foi senador da república pelo estado de Kentuxky, foi membro da Câmara dos Representantes dos Estados Unidos, foi secretário de estado do Kentucky, e também foi governador do Território do Arkansas.
Pope João nasceu em no Condado de Prince William, na Virginia em 1770. Ele perdeu um braço durante a sua juventude. Ele estudou Direito e mudou-se para Springfield, no Kentucky. Ele exerceu a advocacia nos condados de Washington, Shelby e Fayette, ambos em Kentucky. Ele foi eleito para a Câmara dos Deputados Kentucky em 1802 e mais tarde entre 1806 e 1807.
Pope foi eleito como um republicano para o Senado dos Estados Unidos, tendo mandato de 1807 a 1813, e serviu como presidente pro tempore do Senado durante o 6º Congresso. Ele também atuou como membro do Senado de Kentucky entre 1825 a 1829, e foi eleito três vezes como pelo Partido Whig para a Câmara dos Representantes dos Estados Unidos sendo eleito pelo 7º distrito congressional do Kentucky entre 1837 e 1843.
De 1829 a 1835 ele foi Governador do Território Arkansas. Durante seu mandato como governador, ele providenciou a construção do Old State House que fica a mais antiga capital do estado a oeste do Rio Mississippi.
Pope era casado com a irmã do presidente John Quincy Adams. Ele também foi o irmão de Nathaniel Pope, uma figura proeminente no início do Território de Illinois, e era tio de de John Pope e Daniel Pope, outro político de destaque no início da história do estado de Illinois.
John Pope morreu em Springfield, no Kentucky , e está enterrado no Cemitério de Springfield. O Condado de Pope, no Arkansas é nomeado em sua homenagem.